# Morgan Lamoisson
Morgan Lamoisson (Issoudun, 7 september 1988) is een Frans voormalig weg- en baanwielrenner die tussen 2013 en 2015 onder contract stond bij Team Europcar. In 2011 liep hij al stage bij deze ploeg.

## Overwinningen
2011
3e etappe Ronde van Loir-et-Cher
 Frans kampioen ploegenachtervolging, Elite (met Bryan Coquard, Benoît Daeninck, Damien Gaudin en Julien Morice)
2012
 Frans kampioen ploegkoers, Elite (met Bryan Coquard)

## Resultaten in voornaamste wedstrijden
| Jaar | Ronde van Italië | Ronde van Frankrijk | Ronde van Spanje |
| ---- | ---------------- | ------------------- | ---------------- |
| 2013 |                  |                     |                  |
| 2014 |                  |                     |                  |
| 2015 |                  |                     |                  |

| Jaar | Gent-Wevelgem | Parijs-Roubaix | Parijs-Tours |
| ---- | ------------- | -------------- | ------------ |
| 2013 | opgave        | 117e           |              |
| 2014 | opgave        |                | 35e          |
| 2015 | opgave        | buit.tijd      |              |

## Ploegen
- 2011 –  Team Europcar (stagiair vanaf 1-8)
- 2013 –  Team Europcar
- 2014 –  Team Europcar
- 2015 –  Team Europcar

Wielerploegen van Morgan Lamoisson
Arashiro ·
Bernaudeau ·
Bouyer ·
Charteau ·
Chavanel ·
Claude ·
Cousin ·
Gaudin ·
Gautier ·
Gène ·
Haddou ·
Hurel ·
Jérôme ·
Kern ·
Le Floch ·
Pichot ·
Quéméneur ·
Reza ·
Rolland ·
Turgot ·
Veilleux ·
Voeckler ·
Lamoisson (stagiair) ·
Moritz (stagiair) ·
Nauleau (stagiair) 
2012: Geen professionele ploeg, actief als amateur
Arashiro ·
Berhane ·
Bernaudeau ·
Bouyer ·
Charteau ·
Chavanel ·
Coquard ·
Cousin ·
Gaudin ·
Gautier ·
Gène ·
Hurel ·
Jérôme ·
Kern ·
Lamoisson ·
Malacarne ·
Pichot ·
Quéméneur ·
Reza ·
Rolland ·
Thurau ·
Tulik ·
Turgot ·
Veilleux ·
Voeckler ·
Guillemois (stagiair) ·
Lecuisinier (stagiair) ·
Morice (stagiair) ·
Nauleau (stagiair) 
Arashiro · Berhane · Bernaudeau · Coquard · Cousin · Craven · Duchesne · Engoulvent · Gautier · Gène · Guillemois · Hurel · Jeandesboz · Jérôme · Kern · Lamoisson · Malacarne · Martinez · Méderel · Nauleau · Pichot · Quéméneur · Reza · Rolland · Sicard · Thurau · Tulik · Voeckler · Cardis (stagiair) · Cornu (stagiair) · Krainer (stagiair)
Arashiro · Bernaudeau · Boudat · Coquard · Cousin · Craven · Duchesne · Engoulvent · Gautier · Gène · Guillemois · Hurel · Jeandesboz · Jérôme · Lamoisson · Martinez · Méderel · Morice · Nauleau · Pichot · Quéméneur · Rolland · Sicard · Thévenot · Tulik · Voeckler · Guyot (stagiair) · Krainer (stagiair) · Sellier (stagiair)